# Siyabonga Sangweni
Siyabonga Sangweni (Durban, 29 settembre 1981) è un ex calciatore sudafricano, di ruolo difensore.